# Bar (unità di misura)
Il bar è un'unità di misura della pressione nel sistema CGS. Corrisponde a una megabaria, ovvero 106 dine/cm². Il nome deriva dalla parola greca βαρύς ("pesante"). La pressione di un bar corrisponde approssimativamente alla pressione atmosferica terrestre al livello del mare. Non è un'unità di misura del Sistema internazionale di unità di misura, tuttavia il suo uso è tollerato purché nei documenti in cui si usa si riporti anche il valore in unità SI. L'unità di misura SI della pressione è il pascal, simbolo Pa.
Si utilizza anche il barg (dall'inglese bar gauge) che rappresenta la differenza tra la pressione in bar in uno spazio e la pressione atmosferica in bar. Ad esempio, se la pressione atmosferica fosse pari a 1 bar, ove c'è la pressione di 3 barg la pressione assoluta sarebbe di 4 bar.

## Equivalenze
1 bar = 105 Pa = 100 kPa = 0,1 MPa
1 bar = 10 N/cm²
Un suo sottomultiplo molto usato soprattutto in meteorologia è il millibar, simbolo mbar:
1 mbar = 10-3 bar = 0,001 bar = 100 Pa = 1 hPa (ettopascal)
In acustica viene usato il microbar (μbar): 
1 μbar = 10-6 bar = 10-3 mbar = 0,1 Pa
La pressione atmosferica normale è pari a:
1 atm = 1,01325 bar = 1013,25 mbar = 1013,25 hPa = 760 Torr = 760 mmHg
quindi:
1 bar = 0,9869 atm